# Serixia puncticollis
Serixia puncticollis är en skalbaggsart som beskrevs av Stefan von Breuning 1960. Serixia puncticollis ingår i släktet Serixia och familjen långhorningar.
Artens utbredningsområde är Filippinerna. Inga underarter finns listade i Catalogue of Life.